# Uno dei tanti
Uno dei tanti (adaptation en anglais : I (Who Have Nothing)) est une chanson italienne de Joe Sentieri composée par Carlo Donida Labati sur des paroles de Mogol en 1961. Elle se classe 35e au classement italien en 1962.

## Reprises

### Reprise de Ben E. King
En 1963, Ben E. King l'enregistre en anglais (l'adaptation est de Leiber and Stoller), sous le titre de I (Who Have Nothing) et se classe 16e au Hot R&B/Hip-Hop Songs et 29e au Billboard Hot 100 en 1963.

### Reprise de Shirley Bassey
Singles de Shirley Bassey
What Kind of Fool Am I ?
(1963) Who Can I Turn To?
(1964)
Shirley Bassey enregistre la chanson avec le producteur George Martin alors que la chanson de Ben E. King montait dans les classements aux États-Unis, et la sort chanson au Royaume-Uni en septembre 1963.
Sa reprise reste 20 semaines au UK Singles Chart, atteignant la 6e place du UK Singles Chart. À cette période, Bassey interprète la chanson à presque tous les concerts qu'elle donne, et elle est incluse dans beaucoup de ses albums de compilation, comme une reprise dans I Am What I Am enregistrée avec l'orchestre symphonique de Londres, et une version en espagnol (Hoy no tengo nada) dans son album La Mujer sorti en 1989. Elle joue également avec le compositeur de la chanson, Donida, qui dirige sa propre musique à la télévision italienne.

### Reprise de Tom Jones
Tom Jones enregistre une reprise qui est publiée en 1970. La chanson est le titre de son album I Who Have Nothing. Cette version devient la plus populaire de la chanson aux États-Unis, atteignant la 14e place en 1970 sur le Billboard Hot 100, la 2e place sur l'Easy Listening chart et la 10e place au Canada. Cette reprise est également classée 11e dans le magazine Cashbox.

#### Classements
| Classement (1970)                       | Meilleure position |
| --------------------------------------- | ------------------ |
| Belgique (Flandre Ultratop 50 Singles)  | 6                  |
| Belgique (Wallonie Ultratop 50 Singles) | 21                 |
| Canada (Top Singles)                    | 10                 |
| États-Unis (Hot 100)                    | 14                 |
| États-Unis (Adult Contemporary)         | 2                  |

### Reprise de Sylvester
Singles de Sylvester
You Make Me Feel (Mighty Real)
(1978) Stars
(1979)
Sylvester enregistre une reprise disco de la chanson en 1979. L'arrangement orchestral de la chanson est enregistré aux Basing Street Studios d'Island Records Cette version atteint la 40e place aux États-Unis et la 86e place au Canada.

#### Classements
| Classement (1979)              | Meilleure position |
| ------------------------------ | ------------------ |
| Canada (Top Singles)           | 86                 |
| Irlande (Irish Singles Chart)  | 23                 |
| Royaume-Uni (UK Singles Chart) | 46                 |
| États-Unis (Hot 100)           | 40                 |

### Autres artistes
D'autres groupes et artistes ont repris et enregistrés la chanson en anglais (et parfois en italien) et comprennent (sauf mention contraire) par, : Richard Anthony, The Chambers Brothers, Petula Clark, Joe Cocker, Barry Crocker (en), Kal David (en), Neil Diamond, The Drifters, Melanie Fiona, Roberta Flack et Donny Hathaway, René Froger, Johnny Hallyday et Amy Keys (en)  (album On Stage, 2013), Lionel Hampton (instrumental), Jimmy Helms (en), IJahman, Katherine Jenkins, Peter Jöback, Linda Jones (en), Tom Jones, Ben E. King, Gladys Knight, Terry Knight (en), Little Milton, Humphrey Lyttelton (instrumental), Manfred Mann's Earth Band, Liza Minnelli, Gianni Morandi (en italien : Uno dei tanti), Emilio Pericoli (en italien : Uno dei tanti), Cliff Richard, The Righteous Brothers, Normie Rowe (en), Sanchez, The Searchers, Joe Sentieri (en italien : Uno dei tanti), Percy Sledge, Jordin Sparks, Status Quo, The Tams (en), Toots Thielemans (instrumental), Nicky Thomas (en), Luther Vandross et Martha Wash, Warhorse (en), Dee Dee Warwick, et Wess.